# Cuoio
Il cuoio è il materiale ricavato dalla pelle degli animali la quale, in seguito a un processo denominato "concia" viene resa imputrescibile.
Nella grande maggioranza dei casi il cuoio (nel linguaggio corrente detto anche pelle o pellame come in "giacca in pelle" o "pellame per abbigliamento") è ottenuto di fatto dagli scarti e le membra delle carcasse di animali, ossia dalla pelle di animali allevati e uccisi a scopi alimentari, anche per questo i cuoi di gran lunga più utilizzati sono cuoi bovini, ovini, caprini, suini, equini, di pesci e più raramente di canguro, cervo, struzzo. Da questo punto di vista è bene fare una precisazione sulla differenza tra pelle e pelliccia, la pelle è sempre derivata da uno scarto, la pelliccia è invece derivata quasi sempre dalla pelle di animali allevati appositamente solo per la loro pelliccia come ad esempio il visone o il chinchilla.

## Caratteristiche

Diversi simboli dei tessuti per l'abbigliamento:
A) Pura lana vergine
B) Materie tessili naturali e sintetiche o non tessili
C) Cuoio/pelle
D) Cuoio/pelle rivestita
E) Altre materie

Il cuoio ha caratteristiche di resistenza e soprattutto igieniche molto elevate che lo rendono particolarmente adatto alla produzione di molti manufatti di uso comune. È noto, ad esempio, che le calzature in cuoio favoriscono la traspirazione e quindi evitano lo sviluppo di funghi, muffe e altre patologie della pelle e del piede prodotte dal ristagno di umidità all'interno della calzatura. Analogamente per altri manufatti destinati all'abbigliamento umano. Si dice, infatti, che il cuoio "respira" in quanto si lascia attraversare dal vapor d'acqua emanato dal corpo umano.
La particolare struttura del cuoio, costituito da un intreccio tridimensionale di fibre di collagene, una proteina, fa sì che il cuoio abbia anche proprietà termoisolanti, particolarmente utili nella stagione invernale. Viceversa, ha una buona conduttività elettrica e quindi, ad esempio, l'uso di calzature in cuoio evita la sgradevole sensazione di "scossa elettrica" proprio perché viene garantito l'equilibrio elettrico dell'organismo.
Per questi motivi, oltre che per gli aspetti estetici e di piacevole sensazione tattile che i manufatti in cuoio danno, numerosi sono stati e sono ancora i tentativi di produrre materiali alternativi che imitano il cuoio. I materiali prodotti, se talvolta si presentano molto simili al cuoio dal punto di vista visivo, dall'altro non possiedono le altre caratteristiche funzionali e di comportamento che sono dovute alla struttura particolare e non imitabile del vero cuoio. A difesa del consumatore, quindi, si è reso necessario definire dal punto di vista legislativo quali materiali possono essere definiti "cuoio" o termini simili. Esempi di questa normativa sono la legge italiana n. 1112 del 1966 e la più recente direttiva europea 94/11/CE per l'etichettatura obbligatoria della calzature (recepita in Italia con il D.M. dell'11 aprile 1996).
Per valorizzare tali caratteristiche attraverso etichette di garanzia dell'autenticità e dell'origine italiana del cuoio, UNIC (Unione nazionale industria conciaria) ha creato e per lungo tempo mantenuto i marchi Vero Cuoio e Vera Pelle.  Dopo una lunga battaglia legale internazionale, dal 2018 questi marchi non possono più essere utilizzati, in ragione del fatto che il tipico simbolo della "vacchetta" era di uso comune precedente (inizi novecento) alla registrazione del marchio (1977).

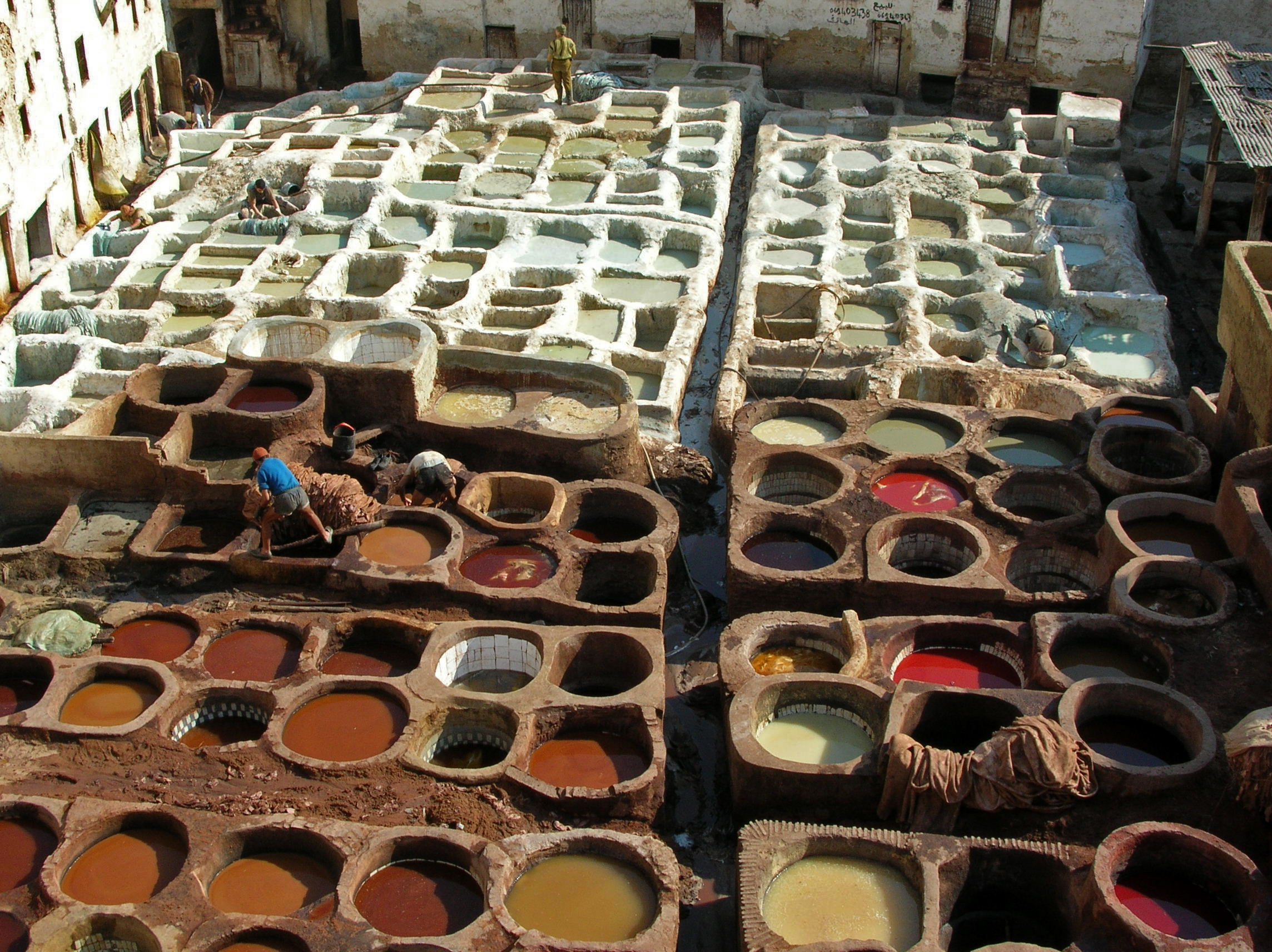
Vasche per la concia in Marocco

La produzione di cuoio e pelli risale ai tempi preistorici. L'uomo primitivo si accorse ben presto che, per proteggersi dal freddo dalle intemperie, poteva utilizzare la pelle degli animali che cacciava per nutrirsi.
La pelle è un materiale organico proteico e come tale in breve tempo si degrada a causa della putrefazione. Probabilmente per caso, tuttavia, l'uomo si accorse che le pelli esposte al fumo dei fuochi, specialmente di quelli alimentati con foglie o legno fresco, duravano molto di più nel tempo: aveva in pratica scoperto la "concia alle aldeidi", una classe di composti chimici di cui il fumo è ricco e alcuni dei quali ancora oggi vengono utilizzati. Analogamente, scoprì, forse, la "concia al vegetale" con tannini quando si accorse che se una pelle era stata a contatto con acqua e con rami o foglie, la pelle si colorava di marrone e durava molto più tempo. Le foglie e il legno, infatti, contengono tannini vegetali che venivano estratti dai vegetali e assorbiti dalla pelle producendo la concia. Ancora oggi i tannini vegetali, sotto forma di estratti, vengono normalmente utilizzati per produrre alcuni tipi di cuoio, in particolare il cuoio da suola.
Fino alla seconda metà dell'Ottocento, la concia al vegetale era la principale concia utilizzata. Solo una piccola quantità di pelli destinata a usi di lusso veniva conciata con allume (composti dell'alluminio), metodo di concia utilizzato ancora oggi.
Come si vede alcuni aspetti della tecnologia conciaria risalgono addirittura alla preistoria e sono rimasti sostanzialmente invariati per secoli. Anche l'uso della calce per ottenere la depilazione delle pelli deriva dalla constatazione che il pelo si staccava facilmente dalle pelli venute a contatto con acqua e le pietre utilizzate per costruire il focolare (il calcare, di cui molte pietre e rocce sono prevalentemente composte, per effetto delle alte temperature si trasforma in calce viva e questa con l'acqua forma calce spenta, ancora oggi impiegata per depilare le pelli).
Gli antichi guerrieri romani e greci utilizzavano un cuoio molto duro conciato al vegetale per costruire scudi e corazze. Ma in tempi più recenti l'arte di conciare e di decorare in vari modi il cuoio con ceselli, impressione di immagini a rilievo, lamine d'oro, pigmenti, ecc. fu molto sviluppata dagli Arabi e da questi trasmessa agli europei. Noti sono i cuoi di Cordova, prodotti in quella città spagnola, decorati con rilievi su fondi d'oro, cesellati e dipinti, usati per tappezzeria, legatoria, fodere e sedili.
Durante il Rinascimento, l'arte di lavorare e decorare il cuoio ebbe un notevole sviluppo anche in paesi come l'Italia. Cuoi bulinati, stampigliati, rivestiti con lamine di oro, furono usati per rivestire pareti (prendendo in questo caso il nome di "corami"), per produrre articoli da viaggio, per tappezzerie, sedili, ecc. Celebri sono i corami che decoravano le pareti del Palazzo Ducale di Urbino. L'uso del cuoio era ampiamente diffuso anche per produrre manufatti di uso più popolare, come per es. calzature, che restavano, tuttavia, un manufatto piuttosto costoso non accessibile a tutti.
Risalgono a quei tempi alcuni tipi di cuoio che prendevano il nome dalla loro provenienza geografica o dalla specifica tecnica di produzione come:
- cuoio di Russia o cuoio bulgaro, un cuoio conciato al vegetale con un odore etereo particolare dovuto alle essenze contenute nella corteccia di betulla
- cuoio bollito, ottenuto da pelli bovine riscaldate in una miscela di cera, gomma, resina e colla, che a causa del procedimento a caldo diveniva molle e modellabile adatto a produrre astucci, foderi, borse, ecc.
- cuoio maschereccio, da pelli bovine pesanti, conciato all'allume e impregnato di sego, oli, grassi, utilizzato per bardature e selleria
- cuoio grasso, cuoio conciato al vegetale molto ingrassato, utilizzato per valigeria e calzature pesanti.
- cuoio glacé, da pelli di agnello o capretto, conciato con allume, sale, giallo d'uovo e farina di frumento. Cuoio bianco e molto morbido, utilizzato per produrre guanti, specialmente da donna. La dizione è ancora in uso ma il cuoio è prodotto con altri metodi e altri prodotti.

Oggi i cuoi con tali destinazioni sono prodotti con altri sistemi più moderni e più adeguati. La scoperta della "concia al cromo" alla fine dell'Ottocento, e l'ingresso della meccanizzazione nelle concerie, hanno consentito di produrre cuoio con caratteristiche migliori e differenziate, di velocizzare la produzione e rendere il cuoio molto più economico. Oggi il cuoio e la pelle sono utilizzati per un gran numero di articoli, pur restando l'industria calzaturiera la destinazione principale. Resta tuttavia il materiale preferito da stilisti e creativi per la produzione di articoli di moda, anche costosi ma molto richiesti dal mercato.

## Cuoio o pelle?
Dal punto di vista tecnico, la pelle conciata prende il nome di cuoio indipendentemente dai prodotti chimici e dalle ricette utilizzate e dalla sua destinazione d'uso. Nei paesi di lingua inglese infatti si usa soltanto il termine leather, che identifica la pelle (hide o skin a seconda delle dimensioni dell'animale di provenienza) dopo aver subito il processo di concia. In Italia è invece diffuso l'uso di chiamare cuoio soltanto il prodotto per suola, o comunque i prodotti spessi e piuttosto rigidi, conciati al vegetale (“cinture in cuoio”, “poltrone in cuoio”, ecc.), mentre con il termine pelle si indicano tutti gli altri tipi di cuoio (“giacca in pelle”, “borsa in pelle”, ecc.). Il termine cuoio va utilizzato anche per la parte conciata di una pelle con pelo o da pellicceria.

## Categorizzazione del cuoio

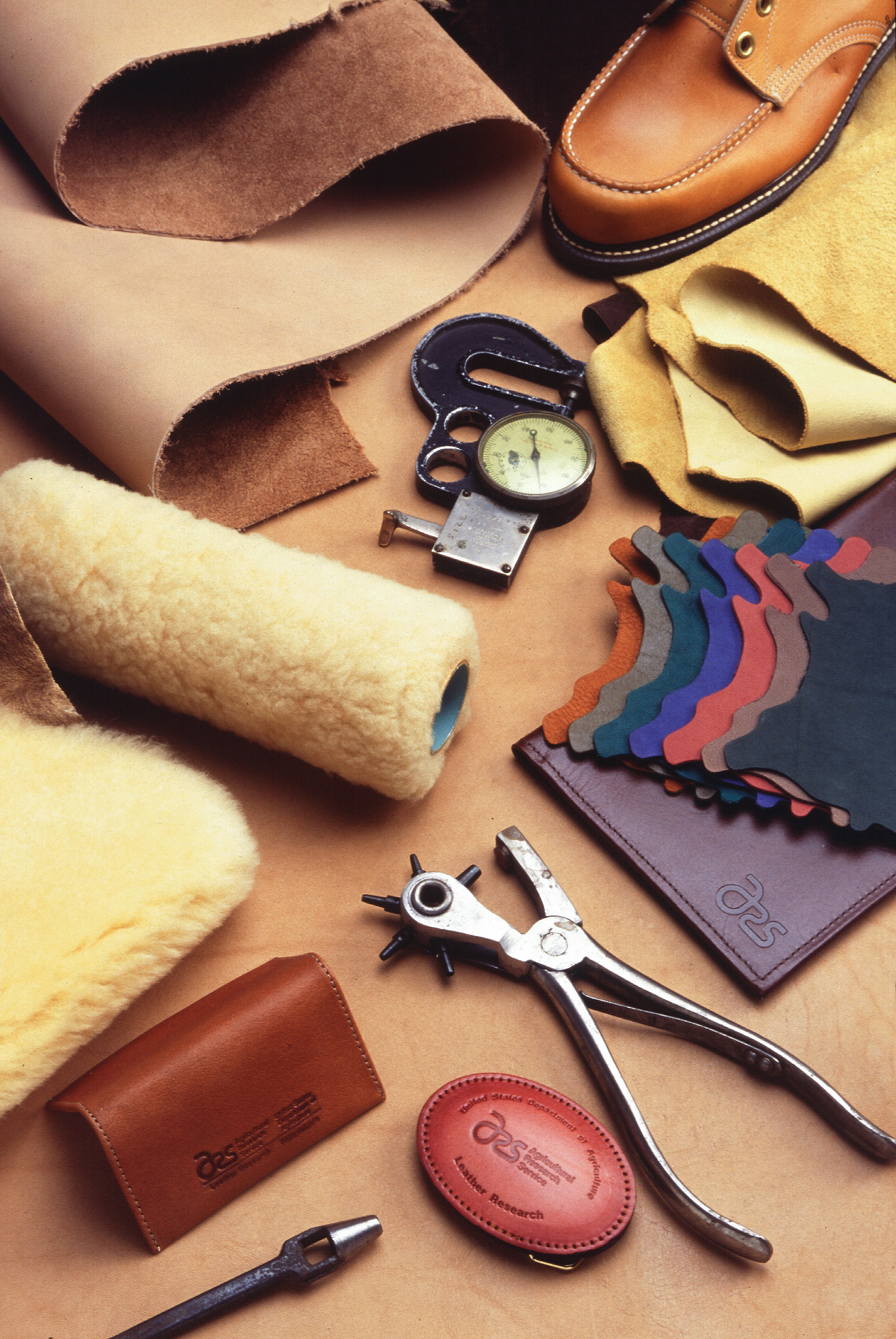
Strumenti per la lavorazione del cuoio

### Per destinazione d'uso
- suola
- tomaia
- abbigliamento
- arredamento
- fodera
- automobili
- guanti
- pelletteria (borse, valigie, cinture, portafogli, ecc.)
- rilegature di libri, album, ecc.
- selleria
- articoli tecnici

### Per aspetto generale
- anilina
- semianilina
- coperto
- crosta
- rifinito transfer
- verniciato
- suede o scamosciato o velour
- nabuck
- chamois

### In base al metodo di concia
- cuoio al cromo
- cuoio all'alluminio
- cuoio allo zirconio
- cuoio al titanio
- cuoio al vegetale
- cuoio alle aldeidi
- cuoio alle resine
- cuoio a concia sintetica
- cuoio chamois o all'olio
- cuoio a concia mista
- chrome-free, cuoio non al cromo
- metal-free, cuoio conciato senza impiego di composti di metalli (Cr, Zr, Ti).

## Tipi di cuoio
- Cordovan
- Ecopelle - a ridotto impatto ambientale (da non confondersi con la finta pelle)
- Galuchat
- Marocchino
- Nappa
- Pelle Connolly - pregiatissimo pellame usato nell'allestimento di automobili particolarmente lussuose
- Pergamena
- Cavallino

## Valutazione della pelle
Per valutare la resistenza all'usura della pelle si utilizza il metodo Martindale.